# Yamandú Orsi
Pour les articles homonymes, voir Orsi.
Orsi  Martínez est un nom espagnol. Le premier nom de famille, en général paternel, est Orsi ; le second, en général maternel, souvent omis, est Martínez.
Yamandú Orsi, né à Santa Rosa, Canelones le 13 juin 1967, est un professeur d'histoire et homme politique uruguayen, président de la république orientale de l'Uruguay depuis le 1er mars 2025.
Membre du Mouvement de participation populaire et ainsi de la coalition politique progressiste et de gauche appelée Front large, il est président du département de Canelones entre 2015 et 2024.

## Biographie

### Origines et enfance
Yamandú Ramón Antonio Orsi Martínez est né dans le département de Canelones le 13 juin 1967, deuxième enfant de Pablo « Bebe » Orsi, ouvrier agricole, et de Carmen « Beba » Martínez, couturière. Il est d'origine italienne du côté paternel et d'origine espagnole du côté maternel.
Élevé dans une zone rurale entre les villes de Santa Rosa et de San Antonio, la famille d'Orsi a connu des difficultés financières pendant ses premières années et a vécu pendant un certain temps dans une maison sans électricité.
À l'âge de cinq ans, il s'installe dans la ville de Canelones en raison de la maladie de la colonne vertébrale de son père, qui l'empêche de travailler dans les champs. La famille y installe une épicerie, où Orsi fréquente les écoles publiques. Il fut élevé dans la foi catholique romaine et fut enfant de chœur dans la chapelle du quartier.

### Études et formation
En 1986, il s'inscrit à l'Université de la République pour obtenir un diplôme en relations internationales, mais il abandonne ses études après un mois. Par la suite, il s'inscrit à l'Institut des enseignants Artigas (es) de Montevideo pour étudier l'histoire dans l'enseignement secondaire, et obtient son diplôme en 1991. Au cours des années 1990 et au début des années 2000, il a travaillé comme professeur d'histoire dans différents établissements d'enseignement des départements de Canelones, de Florida et de Maldonado.

### Vie privée
Orsi est marié à Laura Alonso Pérez. Ils ont des jumeaux, Lucía et Victorio, nés en 2012. Il vit avec sa famille à Salinas. Orsi est un passionné de football et soutient le Club Atlético Peñarol. Durant son adolescence, il pratique la danse folklorique et, à l'âge de quinze ans, il remporte un concours pour faire partie d'une troupe municipale, dont il reste membre jusqu'à l'âge de 26 ans.

## Parcours politique

### Débuts au sein du Front large (1990-2015)
Alors qu'il était adolescent, Orsi a commencé à rejoindre le secteur de centre-gauche du Front large, Vertiente Artiguista. À cette époque, il a participé à la collecte de signatures pour le référendum d'amnistie de 1989. Cependant, en 1990, il rejoint le Mouvement de participation populaire (MPP), un secteur moins modéré et plus proche de l'extrême gauche, fondé par d'anciens dirigeants des Tupamaros, un mouvement de guérilla. Membre du diectorat national du MPP, Orsi fait partie de la commission exécutive départementale de Canelones du Front large depuis juillet 2005. Il a été secrétaire général de la municipalité puis de la présidence du département de Canelones pendant les deux mandats de l'intendant Marcos Carámbula.

### Intendant de Canelones (2015-2024)
En mars 2015, Yamandú Orsi démissionne de son poste de secrétaire général de la présidence du département pour se présenter au poste d'intendant. Sa candidature a été soutenue par les secteurs les plus à gauche du Front large, tels que le MPP, le Parti communiste, le Vertiente Artiguista et Casa Grande. Lors des élections départementales de 2015, il est élu intendant du département de Canelones avec 37 % des voix, étant le candidat ayant obtenu le plus de voix du parti ayant obtenu le plus de voix, selon le système Ley de Lemas. 
Lors de la campagne électorale pour les élections générales de 2019, il est directeur de campagne du candidat du Front large, Daniel Martínez, battu au deuxième tour par Luis Alberto Lacalle Pou. Le 7 février 2020, il démissionne de son poste d'intendant de Canelones et a lancé sa campagne pour sa réélection. Lors des élections départementales de cette année-là, il est réélu à ce poste pour la période 2020-2025.